# Stillaguamish

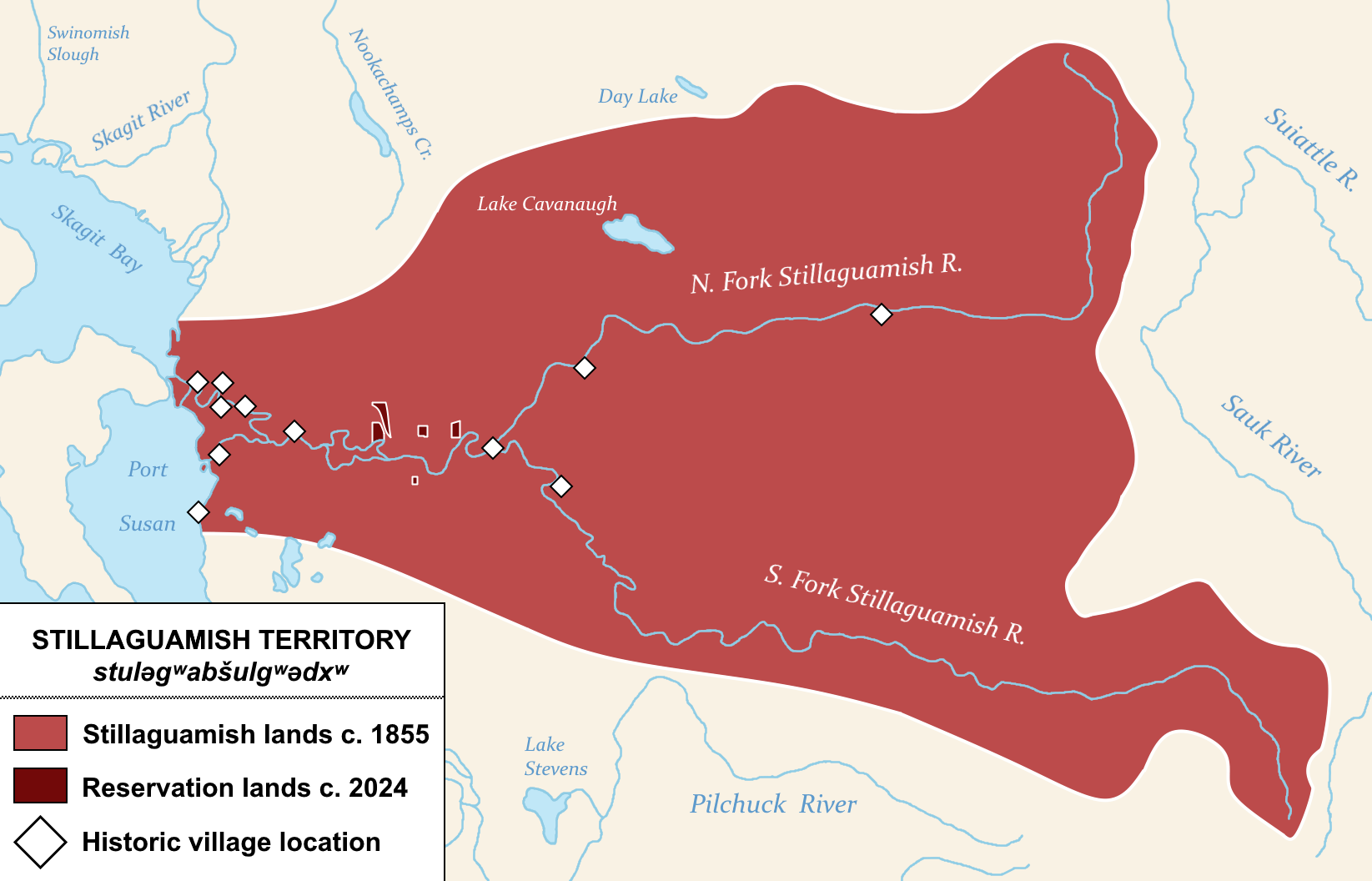
Traditionelles Gebiet der Stillaguamish und heutiges Gebiet

Die Stillaguamish oder Stillaquamish sind ein Indianerstamm, der im heutigen US-Bundesstaat Washington lebt. Sein offizieller Name lautet The Stillaguamish Tribe of Washington. Seine Dörfer standen zum Zeitpunkt der ersten Begegnung mit Europäern am gleichnamigen Fluss und seinen Nebenflüssen zwischen Skagit und Snohomish River. Heute leben die meisten von ihnen im Snohomish County.
Kulturell gehören sie zu den Küsten-Salish und pflegen nahe Verwandtschaftsbeziehungen zu den Skagit, Snohomish und Sauk-Suiattle. Heiratsbeziehungen bestanden auch mit Stämmen in Oregon und Kalifornien.
Der Name „Stillaguamish“ leitet sich von einem Wort ab, das Flussvolk oder Leute vom Fluss bedeutet. 

## Geschichte

### Frühgeschichte

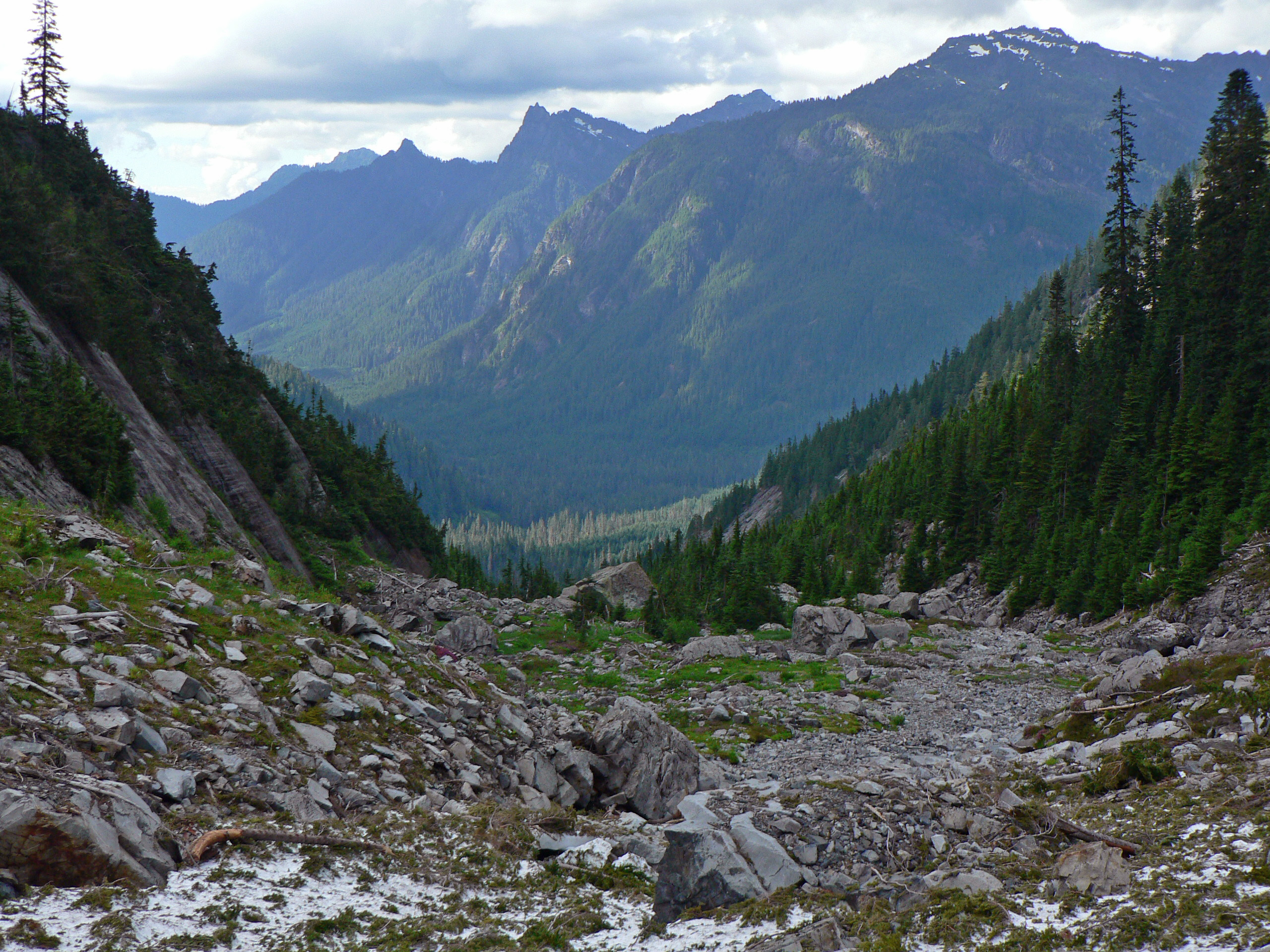
Das Southfork Valley am Stillaguamish River

Die Stillaguamish waren, wie die meisten Küsten-Salish, nur im Winter ortsfest. Dabei lassen sich mindestens 29 Dörfer nachweisen. Während der warmen Jahreszeit waren sie in ihrem traditionellen Gebiet auf Jagd und Fischfang. Dieses Gebiet umfasste nach ihrer Überlieferung rund 300.000 Acre am Stillaguamish River zwischen Stanwood east und Darrington. 
Südwestlich von Darrington befand sich ein Hauptversammlungsplatz der Upper (Oberen) Stillaguamish, die Lower (Unteren) Stillaguamish versammelten sich eher zwischen Silvana, Trafton, Milltown, Hazel und Florence.
Samuel Hancock befuhr zusammen mit Indianern wohl als erster Weißer 1850 den Stillaguamish River und wurde, da man glaubte, es handle sich um ein kriegerisches Unternehmen, zunächst feindlich empfangen. Hancock sah, dass in dem 300-Einwohner-Dorf einer der Häuptlinge ein Kreuz schlug, woraus sich Kontakte zu Missionaren ableiten lassen. 1857 übte der Jesuit Eugene Casimir Chirouse bei ihnen tatsächlich erheblichen Einfluss aus. 1850 hatten sie nur wenige Gewehre und kannten keine Revolver. Die Frauen trugen zu dieser Zeit noch Gürtel aus den Fasern von Bäumen, die als „Cedars“ bezeichnet werden. Die Zahl der Hunde galt als Maßstab für den Reichtum einer Frau. 
Die Männer jagten Bergziegen in den nahe gelegenen Cascade Mountains und verkauften ihre Felle an Nachbarstämme oder an Briten, die sie in Victoria auf Vancouver Island aufsuchten. Ihre Lebensgrundlage war allerdings der Lachs, dazu kamen Beeren und Wurzeln sowie Meerestiere.
Ihre Häuser waren Plankenhäuser, die von Totempfählen getragen wurden. In ihnen lebten mehrere Familien zusammen. Ihre leichten Sommerhütten waren mit Pflanzenfasermatten abgedeckte Holzrahmen.

### Pocken, Assimilierung, Vertrag mit den USA
Die ersten Kontakte mit Weißen veränderten die Lebensweise. So begannen sie Kartoffeln anzubauen, arbeiteten bald auch bei Weißen in der Ernte oder beim Roden.
Der Stamm bestand 1853 aus 150 bis 200 Menschen. Wahrscheinlich lag die Zahl wenig zuvor erheblich höher, denn viele dürften der 1853 grassierenden Pockenepidemie zum Opfer gefallen sein.
Im Vertrag von Point Elliott mussten die Stillaguamish 1855 ihr Land an die USA abtreten.

### Kampf um Anerkennung
Am 8. Januar 1970 erkannte die Indian Claims Commission an, dass der Stamm 1855 seines Landes beraubt worden war. Als Kompensation für den Verlust von 58.600 Acre ihres traditionellen Gebiets sollten sie eine Entschädigung von 64.460 Dollar erhalten. Abzüglich der bereits geleisteten Zahlungen wurden dafür 48.570 Dollar ausgezahlt.
Der Stamm war aber weder anerkannt, noch besaß er ein Reservat. Am 27. Oktober 1976 erreichte er einen Status, der dem eines Stammes nahekam, und kam in den Genuss der entsprechenden Rechte. Im Jahr zuvor, am 4. Juli, waren sie mit nach unten verkehrter Nationalflagge bei der Parade zum Gedenken an die Staatsgründung mitmarschiert, um auf die fehlende Anerkennung aufmerksam zu machen. Einer ihrer Führer war Häuptling Esther Ross.

## Heutige Situation
1984 zählte der Stamm 156 Mitglieder. Er betreibt am Jim Creek eine kleine Fischfabrik, dazu ein Kasino. Jährlich im August findet seit 1990 das mehrtägige Stillaguamish Festival of the River statt.